# HMS Porpoise (1913)
HMS Porpoise (Корабль Его Величества «Порпойз») — британский эскадренный миноносец типа «Акаста» периода Первой мировой войны, принявший участие в Ютландском сражении.

## Ютландское сражение
«Порпойз» входил в состав четвертой флотилии и шел в завесе второй эскадры линейных кораблей, а затем занял место позади флота, концевым, идя 17-узловым ходом. Днем в бою участия не принимал.
В 22 часа 35 минут флотилия обнаружила на правой раковине 3 неприятельских эскадренных миноносца, но, несмотря на это, продолжала идти прежним курсом.
В 23 часа 30 минут она встретилась с немецкими крейсерами «Франкфурт», «Пиллау», «Эльбинг» и «Висбаден», а затем с дредноутами типа «Нассау», которые осветили английские миноносцы прожекторами, а затем открыли  огонь из противоминных орудий.
Вскоре два 150-мм снаряда фугасных попали в кормовое котельное отделение и вывели его из строя. Кроме того, взорвался резервуар сжатого воздуха запасной торпеды.
Миноносец был окутан клубами пара, потерял ход и вышел из строя. Затем «Порпойз» начал отходить на север, прикрываясь паром и дымом от только что погибшего миноносца «Форчен». 4 члена экипажа вышло из строя. Миноносец без посторонней помощи вернулся в базу и встал в ремонт, который длился 23 дня.

## В бразильском флоте
В 1920 г. продан Бразилии, получил наименование «Alexandrino Dealenca». Торпедные аппараты заменены на 2х2 450-мм ТА. В 1922 г. переименован в «Maranhao». Во время Второй Мировой войны установлено 3 – 20-мм автомата, ГАС и бомбосбрасыватели. Списан в 1946 г.